# Neochauliodes sparsus
Neochauliodes sparsus är en insektsart som beskrevs av X.-y. Liu och Ding Yang 2005. Neochauliodes sparsus ingår i släktet Neochauliodes och familjen Corydalidae. Inga underarter finns listade i Catalogue of Life.